# Provinzen Neuseelands

Animierter Zeitablauf der Bildung und der Neufestlegung der Provinzen von 1840 bis zur Auflösung im Jahr 1876

Die Provinzen Neuseelands entstanden in den Jahren 1840 bis 1876 aus einer mehrfach veränderten Verwaltungsgliederung in der damaligen britischen Kolonie Neuseeland. Nach deren Auflösung im Jahr 1876 wurde die Verwaltung des Landes durch Boroughs (Gemeinden) und Counties (Landkreise) vorgenommen, diese wiederum 1989 durch Cities (Städte), Districts (Distrikte) und Regions (Regionen) ersetzt.
Nach der Erlangung der Unabhängigkeit Neuseeland als Staat wurden die Provinzen Provincial Districts genannt. Ihre einzige offizielle Funktion ist heute die Grenzziehung für das Datum des Provincial Anniversary Day (mit Ausnahme der Chatham Islands, [[Northland (Neuseeland)|Northland]] und South Canterbury).

## 1840 bis 1853
Als Neuseeland 1840 eine eigene, von New South Wales getrennte Kolonie wurde, wurden drei Provinzen geschaffen:
- New Ulster (Nordinsel, nördlich des Pātea River)
- New Munster (Nordinsel südlich des Pātea River, dazu die gesamte Südinsel)
- New Leinster (Stewart Island/Rakiura)[1]

1846 verabschiedete das Britische Parlament den ersten New Zealand Constitution Act, der allerdings auf Rat des Gouverneurs George Grey später fast vollständig wieder aufgehoben wurde. Einzige umgesetzte Maßnahme war eine Reduzierung auf nun zwei Provinzen:
- New Ulster (gesamte Nordinsel)
- New Munster (gesamte Südinsel und Stewart Island/Rakiura)[2]

Außerdem wurden die Provinzen erstmals eine von der Zentralregierung unterschiedene Verwaltungseinheit.
1848 wurde die Provinz New Munster zulasten der Provinz New Ulster bis südlich des Pātea River auf der Nordinsel ausgedehnt.

## 1853 bis 1876
Durch den New Zealand Constitution Act 1852 wurden die ersten sechs Provinzen gebildet. Diese waren Auckland, New Plymouth, Wellington, Nelson, Canterbury und Otago. Jede Provinz erhielt eine eigene Legislative, den Provincial Council und wählte einen Superintendenten, der nicht dem Council angehörte.  Die Councils wählten bei ihrer ersten Versammlung nach der Wahl einen Sprecher.
Das Gesetz schuf auch die „General Assembly“ aus zwei Kammern, dem vom Generalgouverneur von Neuseeland ernannten Legislative Council und dem direkt gewählten House of Representatives. Die Gliederung in die neuen Provinzen trat am 17. Januar 1853 in Kraft, die Grenzen der Provinzen wurden am 28. Februar veröffentlicht. Der Wahlmodus für die neuen Provinzräte wurden am 5. März veröffentlicht.
Die alle vier Jahre durchgeführten Wahlen zum Provinzrat erfolgten durch Männer im Alter ab 21 Jahren mit einem Vermögen, das einem Jahreseinkommen von mindestens £50 jährlich entsprach. Der New Zealand Constitution Amendment Act 1857 sah die Ernennung eines Stellvertreters des Superintendenten vor.
Der Constitution Act erlaubte es, weitere Provinzen zu schaffen. Nachdem sich die europäische Besiedelung über die Grenzen der ursprünglichen Provinzen hinaus ausdehnte, verabschiedete das General Assembly den New Provinces Act 1858.
Dieses Gesetz erlaubte es jedem Distrikt mit einer Fläche von 2.000 und 12.000 km² mit einer europäischen Bevölkerung von mindestens 1.000 Siedlern zur Gründung einer eigenen Provinz. Dazu war die Zustimmung von 60 % der Wähler erforderlich. Im Ergebnis trennten sich die Provinz Hawke’s Bay am 1. November 1858 von Wellington, Marlborough am 1. November 1859 von Nelson und Southland am 1. April 1861 von Otago. Die Provinz New Plymouth änderte ihren Namen aufgrund des gleichen Gesetzes in „Taranaki“.
Stewart Island/Rakiura, das seit 1853 zu keiner der Provinzen gehört hatte, wurde am 10. November 1863 der Provinz Southland zugeschlagen.
Die Provinzräte wählten den Superintendent mittels Mehrheitswahl aus einer Wahlliste. Wenn die gewählte Person Mitglied des Provinzrates war, wurde die Vakanz durch eine Nachwahl aufgefüllt.
| Provinz                                            | Datum der Bildung | gebildet aus              | Datum der Auflösung | Grund                       |
| -------------------------------------------------- | ----------------- | ------------------------- | ------------------- | --------------------------- |
| Auckland                                           | 17. Januar 1853   | New Ulster                | 1. November 1876    | Abschaffung der Provinzen   |
| New Plymouth / Taranaki (umbenannt 1. Januar 1859) | 17. Januar 1853   | New Ulster                | 1. November 1876    | Abschaffung der Provinzen   |
| Hawke’s Bay                                        | 1. November 1858  | Wellington                | 1. November 1876    | Abschaffung der Provinzen   |
| Wellington                                         | 17. Januar 1853   | New Ulster u. New Munster | 1. November 1876    | Abschaffung der Provinzen   |
| Nelson                                             | 17. Januar 1853   | New Munster               | 1. November 1876    | Abschaffung der Provinzen   |
| Marlborough                                        | 1. November 1859  | Nelson                    | 1. November 1876    | Abschaffung der Provinzen   |
| Westland                                           | 1. Dezember 1873  | Canterbury                | 1. November 1876    | Abschaffung der Provinzen   |
| Canterbury                                         | 17. Januar 1853   | New Munster               | 1. November 1876    | Abschaffung der Provinzen   |
| Otago                                              | 17. Januar 1853   | New Munster               | 1. November 1876    | Abschaffung der Provinzen   |
| Southland                                          | 25. März 1861     | Otago                     | 5. Oktober 1870     | Wiedervereinigung mit Otago |

Bald nach ihrer Bildung wurden die Provinzen Gegenstand fortwährender politischer Auseinandersetzungen. Im Unterhaus bildeten sich zwei Fraktionen: die „Centralists“ befürworteten eine starke Zentralregierung, die „Provincialists“ starke Regionalregierungen. Die Zentralisten unterstellten den Provinzen Handler im Eigeninteresse und eine Neigung zu kurzsichtigen, populistischen Entscheidungen. So hatten drei der Provinzen Eisenbahnen in verschiedenen Spuren gebaut: die Canterbury Provincial Railways in Breitspur, Southland in Normalspur. Der Public Works Act 1870 standardisierte die Spurweite und Otagos erste Bahnlinie, der Port Chalmers Branch, wurde in einer dritten „Standard“-Schmalspur gebaut. Der Colonial Treasurer und spätere Premierminister Julius Vogel legte in den 1870er Jahren ein groß angelegtes Projekt zur Einwanderung und öffentlicher Bauten auf. Kredite von 10 Millionen Pfund erlaubten eine erhebliche Verbesserung der Infrastruktur in Form von Straßen, Bahnlinien und Nachrichtenverbindungen, die alle von der Zentralregierung verwaltet wurden. Dies minderte den Einfluss der Provinzen beträchtlich. Sie wurden in der Amtszeit von Premierminister Harry Atkinson durch den Abolition of Provinces Act 1876 mit Wirkung zum 1. Januar 1877 abgeschafft.
Nach Abschaffung der Provinzen wurde die Lokalverwaltung den gewählten Brough und County Councils übertragen. Die The Counties Bill von 1876 schuf aus den Provinzen 63 neue Counties. Die ehemaligen Provinzgrenzen dienten unter dem Education Act of 1877 und andere Regierungseinrichtungen wie das Department of Lands and Survey weiter als administrative Grenzen. 1989 wurden die Countys durch größere Distrikte ersetzt.

## Moderner Gebrauch
In Neuseeland werden in den meisten ehemaligen Provinzen weiterhin Provincial Anniversary Days abgehalten. Die historischen Provinzen haben eine andere Ausdehnung als die heutigen gleichnamigen Regionen, so liegt die heutige Region Manawatu-Wanganui größtenteils in der ehemaligen Provinz Wellington. Einige der Provinznamen schlagen sich auch in der regionalen Gliederung des Gesundheitswesens nieder.